# マンディンガ (音楽グループ)
マンディンガ（Mandinga）は、ルーマニアのバンドである。ルーマニアにおけるラテン・ポップの代表的なバンド。

## 略歴
2003年にラテン・ジャズを志向して5人で結成され、その後次第にラテン・ポップのパフォーマンスが中心になっていった。2007年からはキューバ出身のメンバー4人も加わる。
ルーマニア・テレビの『Dănutz SRL』への継続的な出演をはじめとして数多くのテレビ番組に出演する。ルーマニア国内の他、ブルガリア、ポーランド、ドイツ、セルビア、キューバなどでもコンサートを開いており、2007年のライブ・コンサートの数は300近くに達した。2009年、ライブ部門でルーマニア音楽賞を受賞する。
2012年、ユーロビジョン・ソング・コンテスト2012にルーマニア代表として参加、最終結果は12位に終わった。

## アルバム
- De corazon（2003年）
- My sun（2005年）
- Gozalo!（2006年）
- Donde（2008年）
- Club de Mandinga (2012年）